# Liste der brasilianischen Botschafter in Botswana
Die Botschaft befindet sich in Gaborone.
| Ernannt       | Name                       | Bemerkungen | Mensagem Senado Federal | im Senat des Nationalkongress vorgestellt am | ernannt von               | akkreditiert während der Regierung von | Posten verlassen |
| ------------- | -------------------------- | --- | ----------------------- | -------------------------------------------- | ------------------------- | -------------------------------------- | ---------------- |
| 4. Juni 1997  | Oto Agripino Maia          | Amtssitz in Pretoria, (* 6. April 1943 in Mossoró) Sohn von Tarcísio Maia, 16. März 2010: Botschafter in Athen.                                                                      | MSF 90 de 1997          | 14. Mai 1997                                 | Fernando Henrique Cardoso | Quett Masire                           |                  |
| 2. Mai 2002   | Jório Salgado Gama Filho   | Amtssitz in Pretoria | MSF 5 de 2002           | 17. Apr. 2002                                | Fernando Henrique Cardoso | Festus Mogae                           |                  |
| 14. Sep. 2005 | Lúcio Pires de Amorim      | Amtssitz in Pretoria (* 1946 in Rio de Janeiro) Sohn von Maria Raymunda Costa Amorim und Leopoldo Cunha Pires de Amorim, 2000: Generalkonsul in Miami                                | MSF 192 de 2004         | 17. Aug. 2005                                | Luiz Inácio Lula da Silva | Festus Mogae                           |                  |
| 18. Jan. 2007 | João Inácio Oswald Padilha | (* 11. Dezember 1950 in Rio de Janeiro) Sohn von Maria Thereza Oswald Padilha und Moacyr Meirelles Padilha 1994 Geschäftsträger in Dakar, 1999: Geschäftsträger in Santiago de Chile | MSF 231 de 2006         | 20. Dez. 2006                                | Luiz Inácio Lula da Silva | Festus Mogae                           |                  |
| 29. Juli 2012 | Márcio Araújo Lage         | (* 11. März 1948 in Rio de Janeiro) Sohn von Ruth de Araújo Lage und José Ribeiro Lage, 200-2005: Geschäftsträger in Asunción, 2005–2009: Botschafter in Windhoek                    | MSF 12 de 2012          | 16. Mai 2012                                 | Dilma Rousseff            | Ian Khama                              |                  |